# Anglo-španjolski pomorski rat (1727. – 1728.)
Anglo-španjolski pomorski rat (1727. – 1728.), Kada je Španjolska 1725. priznala Pragmatičku sankciju i pristupila sporazumu iz Beča, u Europi su se zaoštrili međunarodni odnosi i stvorila dva bloka. Španjolska je bila u jednom, a Velika Britanija u drugom.

## Tijek ratnog sukoba
Iako do objave rata nije došlo, jedna britanska eskadra kontrolirala je španjolske obale, a druga nekoliko godina blokirala španjolske luke u Zapadnoj Indiji. Blokada Porto Bella u Panami pretvorila se u katastrofu u kojoj je 4,000 ljudi izgubilo živote zbog raznih bolesti. Glavni cilj blokade bilo je sprječavanje španjolskih galijuna da otplove prema Europi, no kako im to nije uspjelo, britanska eskadra se u konačnici povukla.

### Opsada Gibraltara
Odgovarajući na ovu britansku akciju, Španjolska je 11. veljače 1727., pod zapovjedništvom markiza de las Torresa i pod nadzorom glavnog inženjera španjolske vojske markiza od Verbooma, započela opsadu Gibraltara. U opsadi je prema različitim izvorima sudjelovalo od 12 do 25,000 španjolaca. S druge strane Gibraltar je na početku branilo 1,500 Engleza, no do kraja opsade broj im je porastao na 5,000, koje je doveo zapovjednik flote Charles Wager. Nakon četveromjesečne opsade, i brojnih neuspješnih juriša, španjolske jedinice su 12. lipnja odustale i povukle se. Tijekom opsade Španjolci su izgubili 1,400 ljudi dok je Engleska imala 300 žrtava. Jedan od razloga neuspjeha opsade je i mala materijala pomoć od Austrijanaca, koji su prema odredbama sporazuma iz Beča, trebali pomoći Španjolskoj. Oni to nisu učinili jer su sklopili tajni sporazum s Velikom Britanijom.
Britanci su zatim vršili pritisak na Španjolsku i vodili rat protiv njezinog pomorskog prometa u Gibraltarskim vratima i ispred Cádiza.

## Kraj rata i njegove posljedice
Rat je završio potpisivanjem mira u Sevilli, 9. studenog 1729., kojim je održan status quo ante bellum. No takav razvoj događaja ostavio je i dalje iskru novog sukoba, koji će izbiti samo 10 godina kasnije u tzv. Jenkinsovu ratu.